# Богданов, Анатолий Владимирович
Анатолий Владимирович Богданов (род. 2 февраля 1950 года) — советский футболист, полузащитник. Мастер спорта СССР (1968). Спортивный функционер и тренер.

## Биография
С десяти лет играл в уличный футбол. Играл в группе подготовки белгородского «Спартака» у Сергея Аулова, затем — у Николая Башмакова. В матчах команд мастеров дебютировал 12 октября 1967 года — в гостевом матче класа «Б» против витебской «Двины» (1:0) вышел на замену. В составе «Спартака» — бронзовый призёр финального турнира класса «Б» 1968 года, за что получил звание мастера спорта. В команде провёл 11 сезонов, сыграл более двухсот матчей, забил 29 голов. С 1978 года с целью улучшения жилищных условий перешёл в команду витаминного комбината, выступавшую в чемпионате Белгородской области.
Окончил Белгородский государственный университет, факультет физической культуры (1973). Отличник физической культуры и спорта РФ.
В 1991—2009 — президент Федерации футбола Белгородской области, до 2014 — вице-президент.
В 1990–е годы работал начальником команды «Салют», в 1994—1995 годах — главный тренер.
В 2005—2006 годах — инспектор на матчах второго дивизиона.